# Lo esencial de… Alejandro Sanz
Lo esencial de... Alejandro Sanz es un recopilatorio lanzado el 21 de noviembre del 2001 que contiene los 3 álbumes previos de Alejandro Sanz: Viviendo deprisa (1991), 3 (1995) y Más (1997). Por alguna razón no incluyó el álbum Si tú me miras el cual fue un intermedio de los dos primeros discos de la compilación.

## Lista de canciones.

### CD1 (Viviendo Deprisa)
1. Los dos cogidos de la mano - 5:02
2. Pisando fuerte - 4:28
3. Lo que fui es lo que soy - 4:40
4. Todo sigue igual - 5:13
5. Viviendo deprisa - 3:17
6. Se le apagó la luz - 4:46
7. Duelo al amanecer - 3:31
8. Completamente loca - 3:32
9. Toca para mi - 4:07
10. Es este amor - 3:34

### CD2 (3)
1. La fuerza del corazón - 5:05
2. Por bandera - 4:59
3. Mi soledad y yo - 4:57
4. Ellos son así - 4:39
5. Quiero morir en tu veneno (D'Romy Ledo, Adolfo Rubio, Alejandro Sanz) - 4:02
6. ¿Lo ves? - 3:48
7. Canción sin emoción - 4:48
8. Eres mía - 5:25
9. Ese que me dio vida - 3:58
10. Se me olvidó todo al verte - 4:39
11. ¿Lo ves? (piano y voz) - 3:35

### CD3 (Más)
1. Y ¿si fuera ella? - 5:22
2. Ese último momento - 5:04
3. Corazón partío - 5:46
4. Siempre es de noche - 4:47
5. La margarita dijo no - 4:52
6. Hoy que no estás - 5:10
7. Un charquito de estrellas - 4:50
8. Amiga mía - 4:48
9. Si hay Dios... - 5:36
10. Aquello que me diste - 4:46